# Chris Diamantopoulos
Chris Diamantopoulos, född 9 maj 1975, är en grekisk-kanadensisk skådespelare.